# Stay (Kygo)
Stay è un singolo del disc jockey e produttore discografico norvegese Kygo, pubblicato il 4 dicembre 2015.

## Descrizione
La canzone è stata composta da Kygo e Maty Noyes e ha visto la partecipazione vocale di quest'ultima.

## Video musicale
Il video musicale, diretto da Jason Beattie, è stato pubblicato il 18 febbraio 2016. Il video si focalizza su una giovane coppia omosessuale e racconta la storia travagliata di due donne che attraversano alcuni problemi sentimentali e che alla fine si ricongiungono.